# Беннигсен, Карл Адамович
Граф Карл Адамович Беннигсен (нем. Karl Johann Graf von Bennigsen; 22 марта 1810 — 11 июля 1861) — русский военачальник, генерал-лейтенант.

## Биография
Родился 22 марта 1810 года в военной семье. Отец — Беннигсен, Адам Леонтьевич.
Выпускник Благородного пансиона при Императорском Царскосельском Лицее (офицер гвардии), был старшим помощником начальника 7-й Кавалерийской дивизии.
Умер 11 июля (по другим данным 7 ноября) 1861 года и похоронен в Кемцах Валдайского уезда Новгородской губернии.

### Семья
- Жена — Леонтина Николаевна Суровцева (Суровец).
- Сын — Иосиф (Иосиф-Фридрих) Карлович Беннигсен.

## Награды
- Орден Святой Анны 4 ст. за храбрость (1831)[3]
- Орден Святой Анны 3 ст. за бантом (1831)
- Знак ордена За военное достоинство 4 ст. (1831)
- Орден Святой Анны 2 ст. (1849)
- Императорская корона к Ордену Святой Анны 2 ст. (1851)
- Награждён орденом Св. Георгия 4-й степени за 25 лет службы (№ 3489; 6 июня 1853)
- Орден Святого Владимира 3 ст. (1854)
- Знак отличия за XXV лет беспорочной службы (1855)
- Орден Святого Станислава 1 ст. (1856)
- Прусский Орден Святого Иоанна Иерусалимского (1851)